# Sociale verbondenheid
Sociale verbondenheid is het gevoel van verbinding dat mensen ervaren wanneer zij zich bij een of meer anderen gezien, gehoord en gekend voelen, respect ervaren en herkenning vinden. Ze ontlenen steun en kracht aan deze relatie, ervaren naastenliefde, nabijheid en wederkerigheid; ze helpen en ondersteunen elkaar.
Sociale verbondenheid vormt de basis van interpersoonlijke relaties. Volgens Brené Brown, hoogleraar sociaal werk aan de Universiteit van Houston, is verbinding de energie die bestaat tussen mensen wanneer zij zich gezien, gehoord en gewaardeerd voelen, kunnen geven en ontvangen zonder oordeel, en steun en kracht ontlenen aan de relatie.
Mensen die sociale connecties hebben ontwikkelen een gezonder leven en het risico op depressie of psychische aandoeningen verlaagt. Zich sociaal verbonden voelen hangt af van de kwaliteit en kwantiteit van betekenisvolle relaties die iemand heeft met familie en vrienden.
Volgens de Britse psychiater John Bowlby hebben mensen verbondenheid even hard nodig als water en voedsel. Bowlby heeft het vooral over de hechte band tussen kinderen en hun ouders, maar dit geldt zeker ook voor volwassenen, want het is moeilijk om zich goed te voelen of zich te ontwikkelen als men geen belangrijke mensen om zich heen heeft. Verbondenheid is daarmee dus een basisbehoefte van de mens.
Een gebrek aan sociale verbondenheid kan leiden tot psychische klachten.